# Haaren
Haaren  è una municipalità dei Paesi Bassi di 13 639 abitanti situata nella provincia del Brabante Settentrionale.